# Смоленцева, Екатерина Вячеславовна
Екатери́на Вячесла́вовна Смоле́нцева (родилась 15 сентября 1981 года в Первоуральске) — российская хоккеистка, выступающая на позиции нападающего. В настоящее время является игроком уфимской «Агидели». Выступает за женскую сборную России с 1996 года, участница четырёх Олимпиад и девяти чемпионатов мира. Воспитанница хоккейной школы «Уралочка» (Первоуральск). Первый тренер — Владимир Копытов. Выпускница Уральского профессионально-педагогического университета (Екатеринбург).

## Достижения
- Бронзовый призёр чемпионатов мира 2001 и 2013 2016 годов.
- Обладательница Кубка Европейских чемпионов 2010 и 2013 годов.
- Чемпионка России (2000, 2006, 2007, 2009, 2013).
- Серебряный призёр чемпионатов России (1996—1999, 2001—2005, 2008, 2010, 2011).

## Олимпийская статистика
| Турнир                       | Игры | Голы | Передачи | Очки | Минуты штрафа | +/- |
| ---------------------------- | ---- | ---- | -------- | ---- | ------------- | --- |
| Зимние Олимпийские игры 2002 | 5    | 0    | 3        | 3    | 6             | −1  |
| Зимние Олимпийские игры 2006 | 5    | 0    | 2        | 2    | 0             | −2  |
| Зимние Олимпийские игры 2010 | 5    | 1    | 1        | 2    | 10            | −3  |
| Зимние Олимпийские игры 2014 | 6    | 2    | 4        | 6    | 2             | 0   |

## Личная жизнь
Муж Дмитрий Сустретов (бронзовый призёр молодежного Чемпионата Мира по хоккею с мячом), есть сын Данила (2005 г.р.) и дочь Анна (2014 г.р.).